# Vörösszemű gulyajáró
A vörösszemű gulyajáró vagy bronzbarna gulyajáró, (Molothrus aeneus) a madarak osztályának verébalakúak (Passeriformes) rendjébe, azon belül a csirögefélék (Icteridae) családjába tartozó faj.

## rendszerezés
A fajt Johann Georg Wagler német ornitológus 1829-ben Psarocolius aeneus néven a Psarocolius nembe sorolta.

## Alfajai
- Molothrus aeneus aeneus (Wagler, 1829) - Texas délnyugati része valamint Mexikó keleti részétől Panama középső részéig.
- Molothrus aeneus armenti Cabanis, 1851 - Kolumbia karib-tengeri partvonala mentén él, olykor különálló fajként sorolják be.
- Molothrus aeneus assimilis (Nelson, 1900) - Mexikó délnyugati része
- Molothrus aeneus loyei Parkes & Blake, 1965 - az USA délnyugati része (Kalifornia, Arizona, Új-Mexikó, Texas és Louisiana) és Északkelet-Mexikó [3]

## Előfordulása
Az Amerikai Egyesült Államok délnyugati államaiban költ, telet Mexikó, Belize, Costa Rica, Salvador, Guatemala, Honduras, Nicaragua, Panama és Kolumbia területén tölti.
Természetes élőhelyei a szubtrópusi és trópusi lombhullató erdők és síkvidéki esőerdők, valamint szántóföldek, legelők és vidéki kertek. Vonuló faj.

## Megjelenése
Testhossza 18-20 centiméter. Nagyobb, mint a barnafejű gulyajáró és hosszabb csőrű. Szeme vörös, de ez csak közelről látható. A hím tollazata fekete és bronzosan fénylik, a tojó inkább barna.
|  |

## Életmódja
Magvakkal és ízeltlábúakkal táplálkozik.

### Szaporodása
Mint a többi gulyajáró, ez a faj is költésparazita, azaz a tojásait idegen madárfajta fészkébe rakja. Kedvenc gazdamadarai a verébsármányfélék közé tartozó Melozone biarcuatum és közeli rokona, az Atlapetes gutturalis.

## Természetvédelmi helyzete
Elterjedési területe rendkívül nagy, egyedszáma stabil. A Természetvédelmi Világszövetség Vörös listáján nem fenyegetett fajként szerepel.